# Universidade de Ljubljana
A Universidade de Liubliana (em esloveno:  Univerza v Ljubljani [uniʋɛ́ːrza w ljubljàːni], acrónimo: UL, em latim: Universitas Labacensis) é a mais antiga e maior universidade da Eslovénia. Com mais de 63 mil alunos matriculados e graduados, é uma das maiores universidades da Europa.

## História

### Início
No século XVII, estabeleceram-se algumas academias, nomeadamente de filosofia e teologia, como parte do ensino superior jesuíta no território que é agora a Eslovénia. Em 1810, sob a administração do Primeiro Império Francês das províncias Ilírias foi fundada a primeira universidade em solo Esloveno, a Écoles centrales. Essa universidade foi dissolvida em 1813, quando o  Áustria recuperou o controlo territorial.

### Procura de uma Universidade Nacional
Durante a segunda metade do século XIX, foram feitas várias reivindicações políticas para o estabelecimento de uma universidade de língua eslovena em Ljubljana. Essas reivindicações ganharam impulso na era do fin de siècle, quando um número considerável de académicos eslovenos de renome trabalharam em toda a Europa Central, enquanto inúmeros estudantes universitários estavam inscritos em universidades de língua estrangeira do Império Austro-Húngaro, particularmente na Áustria e nas Terras checas (Universidade Carolina de Praga ou Universidade Palacký em Olomouc, da qual o filósofo esloveno Franc Samuel Karpe tornou-se reitor em 1781). Na década de 1890, foi fundado um conselho unificado para o estabelecimento de uma universidade eslovena, com Ivan Hribar, Henrik Tuma e Aleš Ušeničnik como os principais líderes. Em 1898, o parlamento regional da Carniola estabeleceu uma bolsa de estudo para todos os estudantes que estivessem a planear uma habilitação sob a condição de que aceitassem um cargo na Universidade de Ljubljana quando esta fosse fundada. Desta forma, começou a surgir uma lista de professores adequados para a futura Universidade.
No entanto, circunstâncias políticas desfavoráveis impediram o estabelecimento da universidade até a queda do Império Austro-Húngaro. Com o estabelecimento do Estado dos Eslovenos, Croatas e Sérvios em 1918, a fundação da universidade tornou-se possível. No dia 23 de Novembro de 1918, aconteceu o primeiro encontro da Fundação da Universidade de Ljubljana, presidido por Mihajlo Rostohar, professor de psicologia na Universidade Carolina de Praga. Juntamente com Danilo Majaron, Rostohar convenceu o governo do Reino da Jugoslávia em Belgrado a aprovar um projecto de lei para que fosse formalmente estabelecida a universidade. A lei foi aprovada a 2 de Julho de 1919; no final de Agosto, foi nomeado o primeiro professor  e, no dia 18 de Setembro, os professores titulares estabeleceram o Conselho Universitário, iniciando assim o normal funcionamento da instituição. As primeiras palestras começaram no dia 3 de Dezembro do mesmo ano.

### Primeiras décadas

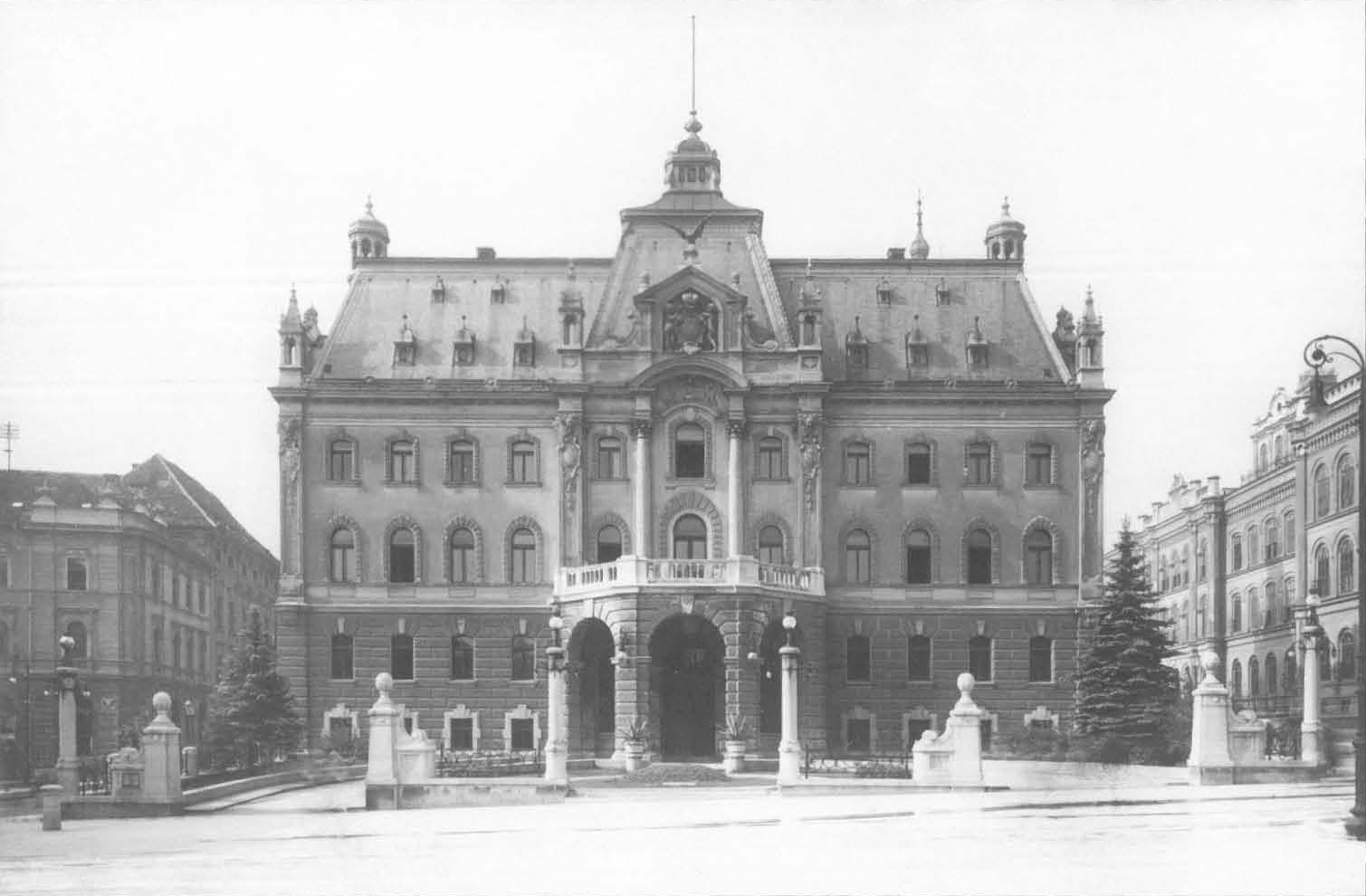
Edifício administrativo da Universidade em 1929

Em 1919, a universidade era composta por cinco faculdades: Direito, Filosofia, Tecnologia, Teologia e Medicina. A sede da universidade era no centro de Liubliana na Praça do Congresso num edifício que serviu como Mansão do Estado da Carniola de 1902 a 1918. O prédio foi projectado pela primeira vez em 1902 por Jan Vladimír Hráský e depois foi remodelado por um arquitecto checo de Viena, Josip Hudetz.
Em meados da década de 1920, a universidade foi renomeada como "Alexandre I da Iugoslávia Universidade de Ljubljana" ("Universitas Alexandrina Labacensis") e continuou a crescer apesar dos problemas financeiros e da pressão constante dos governos jugoslavos com políticas centralista. Em 1941, a Biblioteca Nacional e Universitária de Jože Plečnik foi finalizada, como um dos principais projectos de infra-estrutura da universidade no período de entre-guerras.
Após a invasão da Jugoslávia em Abril de 1941, a universidade continuou a funcionar sob a  ocupação italiana e nazista alemã, apesar de numerosos problemas e interferências na sua operação autónoma. Vários professores foram presos ou deportados para campos de concentração nazi e um grande número de estudantes juntou-se à Frente de Libertação do Povo Esloveno ou a Guarda de Eslovénia.

### 1945 e posterior

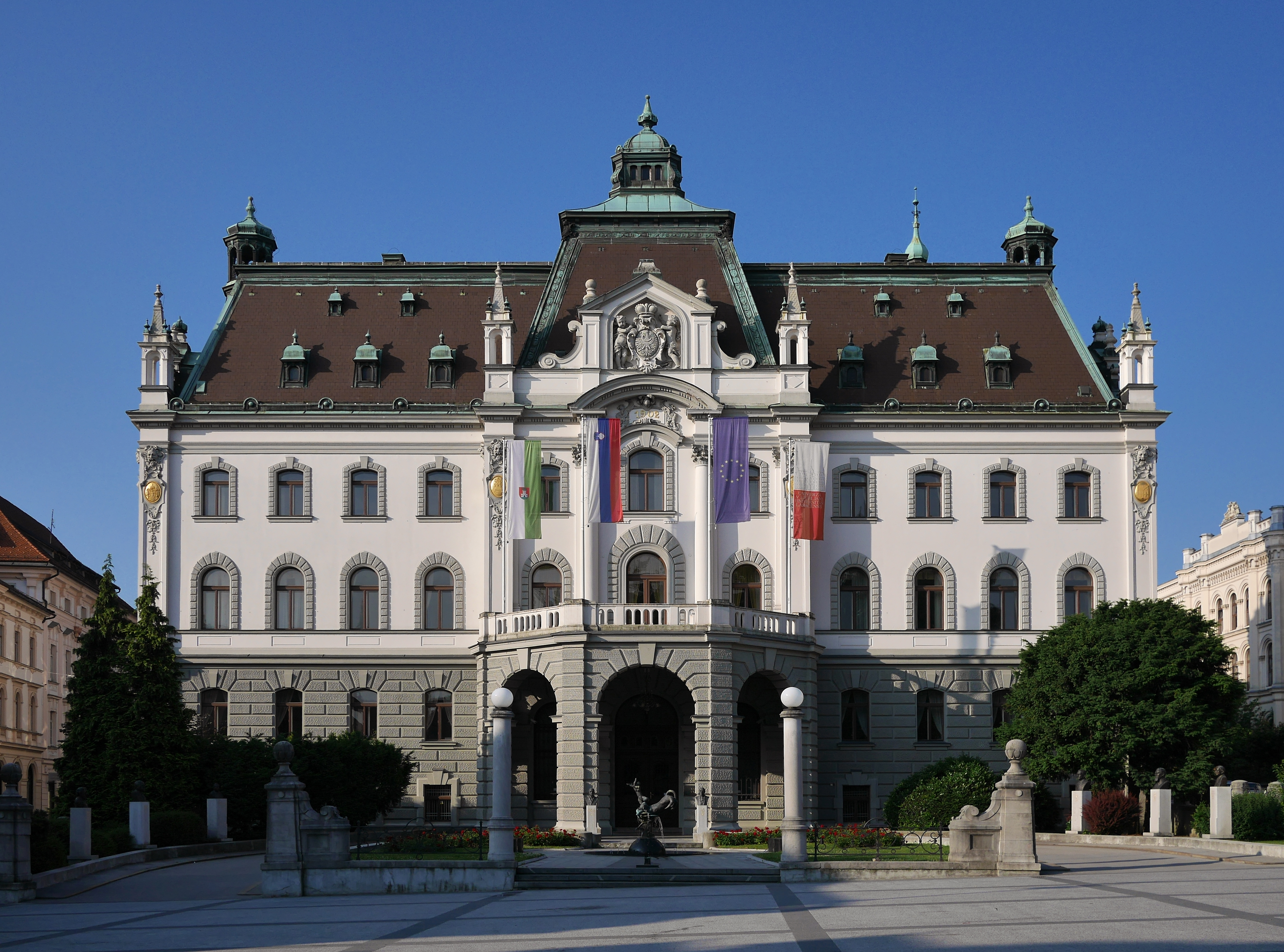
Edifício administrativo da Universidade em Junnho 2015

Após o final da Segunda Guerra Mundial, o primeiro e único estrangeiro eleito a ocupar o cargo de chanceler foi o professor checo Alois Král, que estava desde 1920 na Faculdade de Ciências Técnicas e também havia ocupado o cargo de decano por quatro vezes.
Após o estabelecimento do comunismo através da República Socialista da Jugoslávia em 1945, a universidade ficou novamente sob pressão política [carece de fontes?]: inúmeros professores foram demitidos, alguns foram presos e julgados e a Faculdade de Teologia foi extinta da Universidade. Alguns dos alunos mais brilhantes emigraram. No entanto, a universidade manteve o seu papel educacional e recuperou um limitado grau de autonomia a partir de meados da década de 1950. Essa autonomia sofreu um grave revés em meados da década de 1970 e até o início da década de 1980, quando alguns professores foram novamente demitidos pelas autoridades. Em 1979, a Universidade de Ljubljana foi renomeada como "Universidade Edvard Kardelj em Ljubljana", em homenagem ao líder comunista. Em 1990, com a queda da Jugoslávia, foi reposto o seu nome original. [carece de fontes?]

## Organização

### Faculdades e Academias

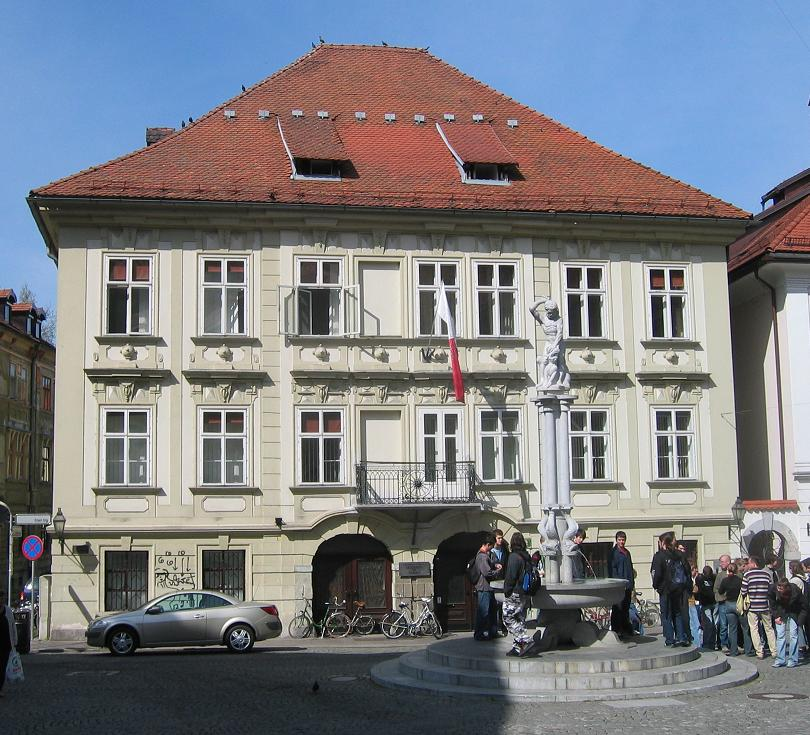
Academy of Music

EM 2018, universidade tem 23 faculdades e três academias, localizadas em toda a cidade e região de Ljubljana:
- Academia de Teatro, Rádio, Filme e Televisão, Liubliana
- Academia de Belas Artes e Design, Ljubljana
- Academia de Música, Ljubljana
- Faculdade de Administração, Ljubljana
- Faculdade de Arquitectura, Ljubljana
- Faculdade de Artes, Ljubljana
- Faculdade de Biotecnologia, Ljubljana
- Faculdade de Química e Tecnologia Química, Ljubljana
- Faculdade de Engenharia Civil e Geodesia, Liubliana
- Faculdade de Informática e Ciência da Informação, Ljubljana
- Faculdade de Economia, Ljubljana
- Faculdade de Educação, Ljubljana
- Faculdade de Engenharia Elétrica, Ljubljana
- Faculdade de Direito, Ljubljana
- Faculdade de Estudos Marítimos e Transportes, Portorož
- Faculdade de Matemática e Física, Ljubljana
- Faculdade de Engenharia Mecânica, Ljubljana
- Faculdade de Medicina, Ljubljana
- Faculdade de Ciências Naturais e Engenharia, Liubliana
- Faculdade de Farmácia, Ljubljana
- Faculdade de Ciências Sociais, Ljubljana
- Faculdade de Trabalho Social, Ljubljana
- Faculdade de Desporto, Ljubljana
- Faculdade de Teologia, Ljubljana
- Faculdade de Veterinária, Ljubljana
- Faculdade de Ciências da Saúde, Ljubljana

A universidade foi inicialmente localizada no centro de Ljubljana, onde o edifício principal da universidade e a maioria das suas faculdades estavão localizadas. Mais tarde, alguns edifícios novos e modernos e um campus de pequena escala foram construídos na parte norte da cidade (Bežigrad).

### Bibliotecas
A Universidade de Ljubljana tem duas bibliotecas universitárias. A Biblioteca Nacional e Universitária da Eslovénia é a biblioteca nacional da Eslovénia e a Biblioteca Universitária da Universidade de Ljubljana. Contém cerca de 1 300 000 livros e numerosos recursos textuais, visuais e multimídia.
Outra biblioteca da universidade é a Biblioteca Tecnológica Central, que também é a biblioteca nacional e o centro de informação das ciências naturais e da tecnologia. Existem mais de 30 bibliotecas nas faculdades, departamentos e institutos da Universidade de Ljubljana. O maior entre eles é a Biblioteca Central Humanista da Faculdade de Artes no campo humanidades, a Biblioteca Central de Economia no campo da economia, Biblioteca Central de Medicina no campo das ciências médicas, e a Biblioteca da Faculdade de Biotecnologia no campo da biologia e da biotecnologia.

### Gallery
A universidade administra uma galeria de arte, aberta desde 18 de Junho de 2012.

## Perfil
A Universidade de Ljubljana realiza pesquisas nas áreas da ciência, artes, humanidades, ciências sociais, linguística,medicina, ciências naturais e tecnologia.
De 2004 a 2013, a Universidade de Ljubljana teve assento permanente na Associação Internacional de Estudantes de Ciências Políticas (IAPSS), um grupo académico internacional composto por 10 mil alunos de graduação e pós-graduação de ciências políticas em todo o mundo. Em Março de 2013, o assento permanente foi deslocado para Nijmegen, Holanda.

## Professores e ex-alunos proeminentes
Ex-alunos proeminentes inclui Melania Trump, a Primeira-Dama dos Estados Unidos da América. Ela matriculou-se na universidade, mas não se formou.
Slavoj Žižek é um filósofo psicanalítico esloveno, crítico cultural e marxista hegeliano. Entrou na Universidade de Ljubljana e obteve um mestrado em filosofia em 1975 e é pesquisador sénior do Instituto de Sociologia e Filosofia da Universidade de Ljubljana.

## Outras universidades na Eslovénia
- Universidade de Primorska
- Universidade de Maribor
- Universidade de Nova Gorica